# Mexicana Universal Coahuila
Mexicana Universal Coahuila (hasta 2016 llamado Nuestra Belleza Coahuila) es un concurso a nivel estatal en el estado Coahuila, México, que selecciona a la representante estatal rumbo al certamen nacional Mexicana Universal (antes llamado Nuestra Belleza México), aspirando así a representar al país a nivel internacional en alguna de las plataformas que se ofrecen.
La organización estatal ha logrado los siguientes resultados desde 1994:
- Ganadoras: 1 (2002)
- 1.ª Finalista: 1 (2001)
- 3.ª Finalista: 1 (2004)
- Top 10/11/12: 2 (1998, 2009)
- Top 15/16: 5 (1997, 2006, 2013, 2017, 2019)
- Top 20/21: 1 (2000)
- Sin clasificación: 14 (1994, 1995, 1996, 1999, 2000, 2005, 2007, 2008, 2011, 2012, 2014, 2015, 2016, 2021)
- Ausencias: 2 (2003, 2022)

#### Reinas Nacionales
- Marisol González - Nuestra Belleza México 2002
- Greta Galindo - Reina de las Flores México 2002 (Designada)

## Reinas Titulares
A continuación se presentan los nombres de las ganadoras anuales de Mexicana Universal Coahuila, enumeradas en orden ascendente, así como los resultados obtenidos durante el certamen nacional de Mexicana Universal. Así mismo se destacan en algún color las reinas estatales que representaron al país en alguna franquicia actual o que tuvo la organización nacional a través de los años.
| Franquicias actuales: - Compitió en Miss International. - Compitió en Miss Grand International. - Compitió en Miss Charm. - Compitió en Reina Hispanoamericana. - Compitió en Miss Orb International. - Compitió en Nuestra Latinoamericana Universal. | Antiguas franquicias: - Compitió en Miss Universe. - Compitió en Miss World. - Compitió en Miss Continente Americano. - Compitió en Miss Costa Maya International. - Compitió en Miss Atlántico Internacional. - Compitió en Miss Verano Viña del Mar. - Compitió en Reina de la Atlantida. - Compitió en Reina Internacional del Café. - Compitió en Reina Internacional de las Flores. - Compitió en Señorita Continente Americano. - Compitió en Nuestra Belleza Internacional. |

| Año                                                                       | Reina Titular                                                                           | Originaria                                                                              | Clasificación                                                                           | Premio Especial                                                                         | Notas |
| 2025                                                                      | Andrea Treviño de León                                                                  | Piedras Negras                                                                          | Por Competir                                                                            |                                                                                         | - 1.ª Finalista en Miss Coahuila 2023 - Compitió en Miss Beauty México 2021 - Miss Beauty Coahuila 2021 |
| 2024                                                                      | Debido a cambios en las fechas del certamen nacional, no hubo elección estatal este año | Debido a cambios en las fechas del certamen nacional, no hubo elección estatal este año | Debido a cambios en las fechas del certamen nacional, no hubo elección estatal este año | Debido a cambios en las fechas del certamen nacional, no hubo elección estatal este año | Debido a cambios en las fechas del certamen nacional, no hubo elección estatal este año |
| 2023                                                                      | Fernanda González                                                                       | Saltillo                                                                                | Por Competir                                                                            |                                                                                         | - Top Model Saltillo 2022 |
| 2022                                                                      | Ytana Marina Torres Fernández                                                           | Cuatro Ciénegas                                                                         | -                                                                                       | -                                                                                       | - |
| 2021                                                                      | Frida Elizabeth Reynoso Rivas                                                           | Piedras Negras                                                                          | -                                                                                       | -                                                                                       | - Por competir en Miss México 2025 - Miss Coahuila 2025 - 2.ª Finalista en Miss Grand México 2023 - Miss Grand Coahuila 2023 - Compitió en Embajadora México 2021 - Embajadora Coahuila 2021 - 1.ª Finalista en Mexicana Universal Coahuila 2017 |
| 2020                                                                      | Debido a la contingencia por la pandemia Covid-19, no hubo elección estatal este año    | Debido a la contingencia por la pandemia Covid-19, no hubo elección estatal este año    | Debido a la contingencia por la pandemia Covid-19, no hubo elección estatal este año    | Debido a la contingencia por la pandemia Covid-19, no hubo elección estatal este año    | Debido a la contingencia por la pandemia Covid-19, no hubo elección estatal este año |
| 2019                                                                      | Ana Lucila Linaje Esquivel                                                              | Monclova                                                                                | Top 15                                                                                  | -                                                                                       | - Compitió en Nuestra Belleza México 2016 - Nuestra Belleza Coahuila 2015 - Compitió en Teen Universe México 2014 - Teen Universe Coahuila 2014                                                                                                  |
| 2018                                                                      | No se envió candidata este año                                                          | No se envió candidata este año                                                          | No se envió candidata este año                                                          | No se envió candidata este año                                                          | No se envió candidata este año |
| 2017                                                                      | María Priscila Leal de Hoyos                                                            | Frontera                                                                                | Top 16                                                                                  | -                                                                                       | - |
| Hasta el año 2016 el titulo estatal fue nombrado Nuestra Belleza Coahuila |                                                                                         |                                                                                         |                                                                                         |                                                                                         | |
| 2016                                                                      | Edna Kikey Sato de la Cruz                                                              | Piedras Negras                                                                          | -                                                                                       | -                                                                                       | - Compitió en Miss F1 México 2015 - Compitió en Nuestra Belleza Coahuila 2015 |
| 2015                                                                      | Ana Lucila Linaje Esquivel                                                              | Monclova                                                                                | -                                                                                       | -                                                                                       | - Top 15 in Mexicana Universal 2020 - Mexicana Universal Coahuila 2019 - Compitió en Miss Teen Universe México 2014 - Teen Universe Coahuila 2014                                                                                                |
| 2014                                                                      | Ángela del Carmen del Río Moncayo                                                       | Torreón                                                                                 | -                                                                                       | -                                                                                       | - Compitió en Miss F1 México 2015 - 2.ª Finalista en Nuestra Belleza Coahuila 2012 |
| 2013                                                                      | Elisa María Villarreal Hernández                                                        | Castaños                                                                                | Top 15                                                                                  | -                                                                                       | - 1.ª Finalista en Nuestra Belleza Coahuila 2010 |
| 2012                                                                      | Cecilia Nallely Vázquez Aguirre                                                         | Saltillo                                                                                | -                                                                                       | -                                                                                       | - |
| 2011                                                                      | Diana Eloísa Ávila Ibarra                                                               | Torreón                                                                                 | -                                                                                       | -                                                                                       | - Compitió en Miss F1 México 2015 - 2.ª Finalista en Nuestra Belleza Coahuila 2010 |
| 2010                                                                      | Cecilia Flores Nogueira                                                                 | Torreón                                                                                 | 3.ª Finalista                                                                           | -                                                                                       | - |
| 2009                                                                      | Abril Alejandra Rodríguez Fernández                                                     | Saltillo                                                                                | Top 10                                                                                  | Personalidad Fraiche                                                                    | - |
| 2008                                                                      | Amanda Terry Mondragón                                                                  | Piedras Negras                                                                          | -                                                                                       | -                                                                                       | - |
| 2007                                                                      | Alejandra Martínez Zepeda                                                               | Torreón                                                                                 | -                                                                                       | -                                                                                       | - |
| 2006                                                                      | Luz Areli Astorga Gurza                                                                 | Torreón                                                                                 | Top 15                                                                                  | -                                                                                       | - |
| 2005                                                                      | Bessie Batarse Moore                                                                    | Torreón                                                                                 | -                                                                                       | -                                                                                       | - Primera México-libanesa nacida en Coahuila |
| 2004                                                                      | Melissa Cantú Rosales                                                                   | Torreón                                                                                 | 3.ª Finalista                                                                           | -                                                                                       | - |
| 2003                                                                      | No se envió candidata este año                                                          | No se envió candidata este año                                                          | No se envió candidata este año                                                          | No se envió candidata este año                                                          | No se envió candidata este año |
| 2002                                                                      | Marisol González Casas                                                                  | Torreón                                                                                 | Nuestra Belleza México                                                                  | Mejor Figura                                                                            | - Compitió en Miss Universo 2003 |
| 2001                                                                      | Greta Galindo de la Peña                                                                | Torreón                                                                                 | 1.ª Finalista                                                                           | Mejor Figura                                                                            | - Compitió en el Reinado Internacional de las Flores 2002 - Reina de las Flores México 2002 - Top 20 en Nuestra Belleza Mundo México 2001 |
| 2000                                                                      | Alma Mireya Cantú García                                                                | Torreón                                                                                 | Top 20                                                                                  | -                                                                                       | - Top 20 en Nuestra Belleza Mundo México 2000 |
| 1999                                                                      | Helga Fernández Ramos                                                                   | Torreón                                                                                 | -                                                                                       | -                                                                                       | - |
| 1998                                                                      | Teresa Roldán Rodríguez                                                                 | Monclova                                                                                | Top 10                                                                                  | -                                                                                       | - |
| 1997                                                                      | Alejandra Mena Ramírez                                                                  | Torreón                                                                                 | Top 16                                                                                  | -                                                                                       | - 1.ª Finalista en Belleza Mundial 1998 - Belleza Mundial México 1998 |
| 1996                                                                      | Martha Elena Padilla Galarza                                                            | Torreón                                                                                 | -                                                                                       | -                                                                                       | - |
| 1995                                                                      | Irma Vanessa Guerrero Martínez                                                          | Piedras Negras                                                                          | -                                                                                       | -                                                                                       | - |
| 1994                                                                      | Gabriela Pacheco Pascual                                                                | Torreón                                                                                 | -                                                                                       | -                                                                                       | - |

## Concursantes designadas
A partir del año 2000, se abrió la posibilidad de que los estados de la República tuvieran más de una candidata, esto como consecuencia de que algunos estados no enviaran candidatas por alguna razón. Las siguientes concursantes de Coahuila fueron invitadas a competir en el certamen nacional junto con la reina titular, obteniendo en algunos casos mejores resultados.

| Año  | Reina Titular               | Originaria | Clasificación | Premio Especial | Notas |
| 2005 | Ana Isabel Muñoz Ortiz      | Torreón    | -             | -               | -     |
| 2000 | Dulce René Ríos Torres      | Torreón    | -             | -               | -     |
| 2000 | María Elena Villalobos Sosa | Torreón    | -             | -               | -     |